# 1689 en science
| Années de la science : 1686 - 1687 - 1688 - 1689 - 1690 - 1691 - 1692    |
| Décennies de la science : 1650 - 1660 - 1670 - 1680 - 1690 - 1700 - 1710 |

Cet article présente les faits marquants de l'année 1689 en science.

## Publications

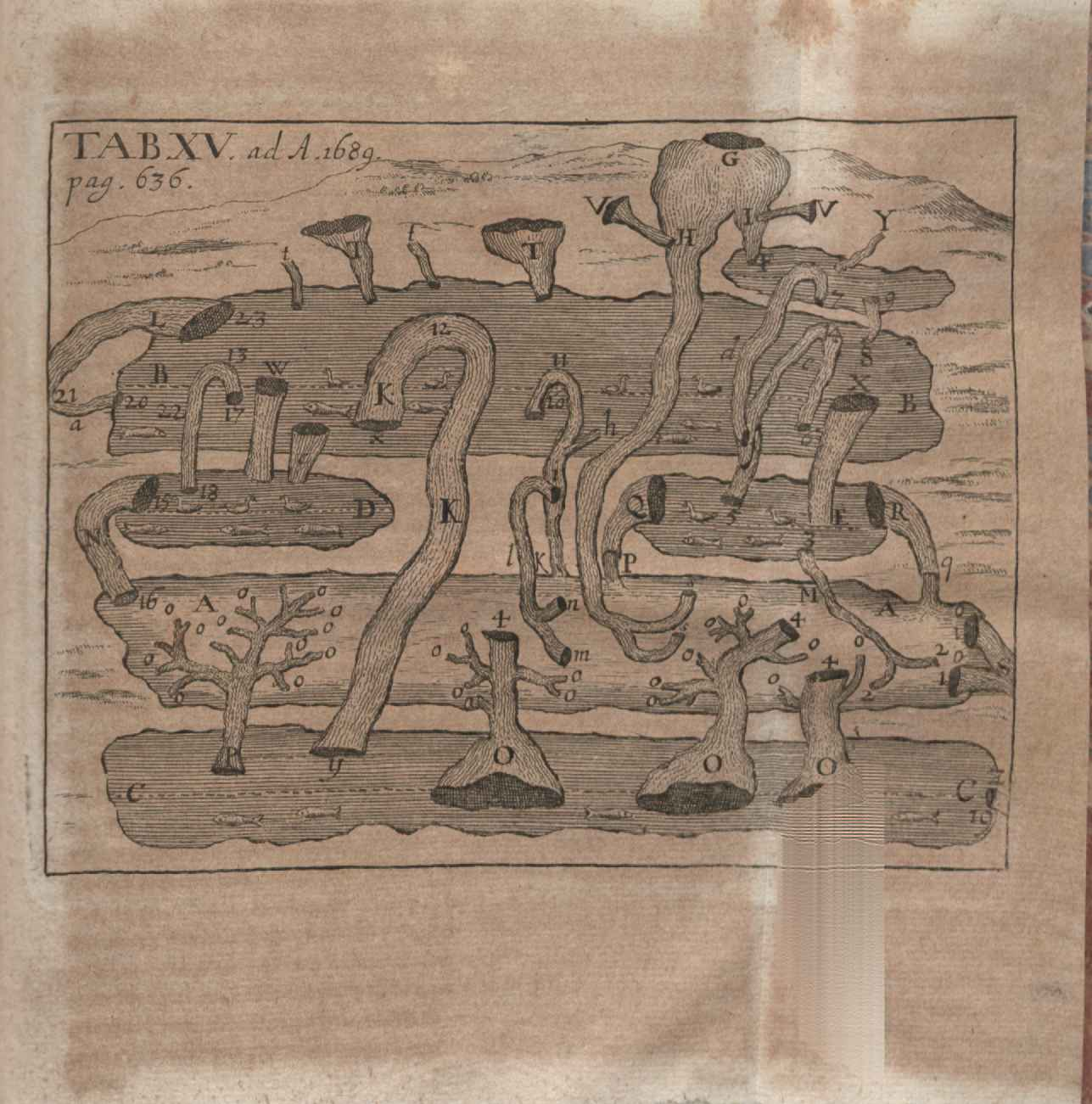
Illustration de Lacus Cirknicensis potiora phaenomena publiée sur Acta Eruditorum, 1689

- Jacques Bernoulli : Positiones arithmeticae de seriebus infinitis, Bâle. Un important travail sur les séries infinies.
- Iguchi Jóhan : Tenmon Zukai (Explication de l'astronomie au moyen de figures), premier livre d'astronomie au Japon[1].
- Pierre Magnol : Prodromus historiæ generalis plantarum, in quo familiæ per tabulas disponuntur (Présentation de l'histoire générale des plantes, dans laquelle les familles de plantes sont disposées en tableaux), Montpellier.
- Janez Vajkard Valvasor :
  - Die Ehre dess Hertzogthums Craine (La Gloire du Duché de Carniole).
  - Lacus Cirknicensis potiora phaenomena, où il décrit les phénomènes karstiques du lac de Cerknica.

## Naissances
- 15 janvier : Giovanni Gaetano Bottari (mort en 1775), scientifique  et garde de la bibliothèque du Vatican florentin.
- 16 juillet : Samuel Molyneux (mort en 1728), homme politique et astronome britannique.
- 16 octobre : Robert Smith (mort en 1768), mathématicien et théoricien de la musique anglais.

## Décès

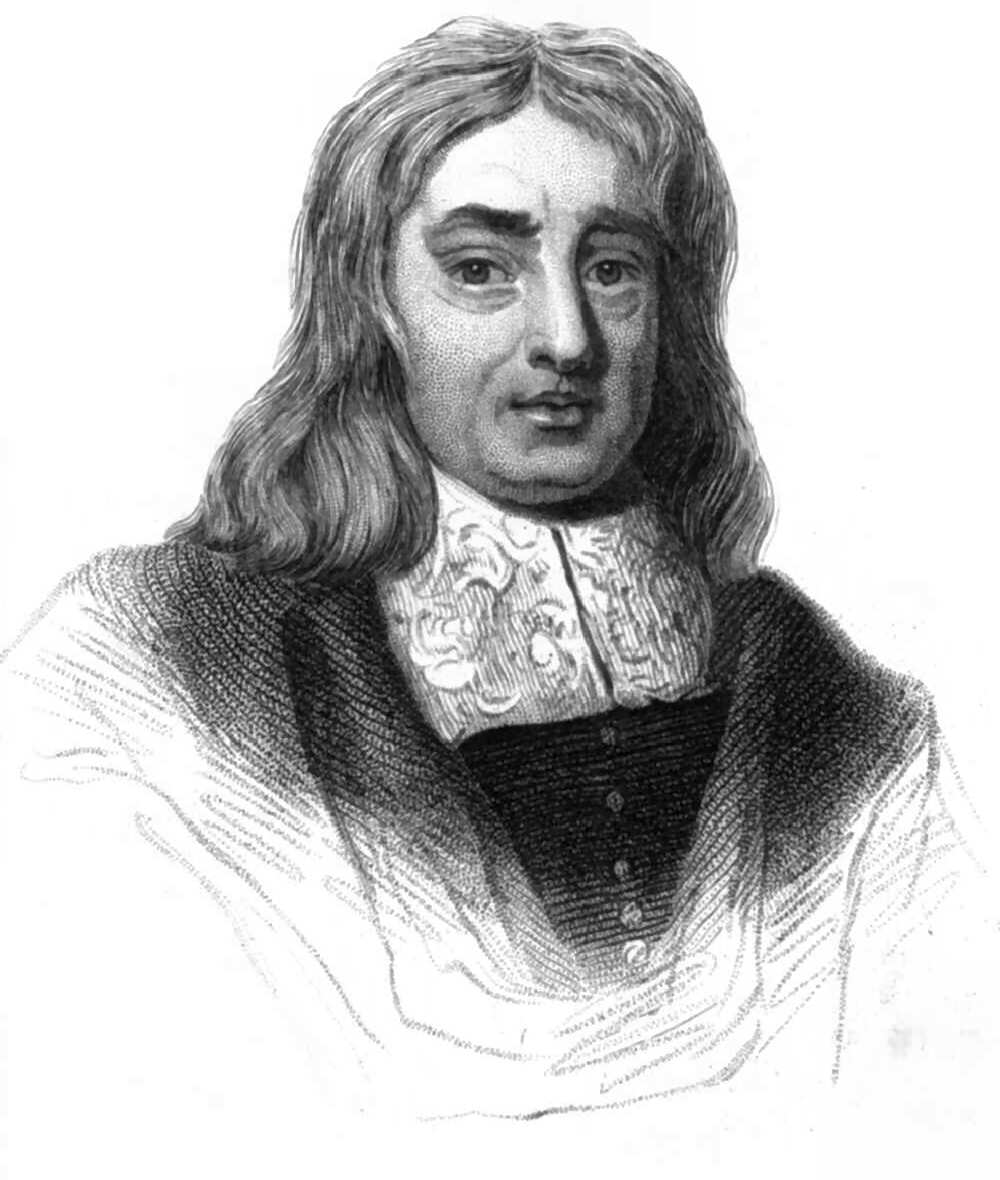
Thomas Sydenham

- 6 avril : Gilles-François de Gottignies (né en 1630), jésuite, mathématicien et astronome belge.
- 17 août : Thomas Street (né en 1621), astronome et mathématicien anglais.
- 29 décembre : Thomas Sydenham (né en  1624), médecin anglais, la première personne à recommander l'usage de la quinine pour soulager les symptômes de la malaria.